# Une femme en blanc
Pour les articles homonymes, voir Femme en blanc.
Une femme en blanc est une mini-série française en 6 épisodes de 90 minutes, réalisée par Aline Issermann, diffusée à partir du 31 mars 1997 sur France 2. Elle est adaptée du roman de Janine Boissard, Une femme en blanc. Une suite sera diffusée en 2003 sur TF1 sous le titre La Maison des enfants avec la même distribution.

## Synopsis
Margaux Dampierre est une brillante chirurgienne et la mère d'un petit garçon de 10 ans, qu'elle élève seule. À la suite de la proposition de son ex-fiancé, Margaux retourne dans sa ville natale, Chatenay, afin d'intégrer la maternité de la Chartreuse. Mais les retrouvailles avec Daniel, qui ne sait pas qu'il a un fils, compliquent les choses, tant d'un point de vue professionnel que personnel

## Distribution
- Sandrine Bonnaire : Margaux Dampierre
- Christian Brendel : Daniel Roux
- Jean-Claude Adelin : Bernard
- Jérôme Hardelay : Eric Dampierre, le fils de Margaux
- Laure Killing : Delphine de Montpensy-Roux
- François Perrot : Maxime de Montpensy
- Victor Garrivier : Félix Dampierre, le père de Margaux
- Daniel Rialet : Régis Dampierre, le frère de Margaux
- Laurence Masliah : Marie, infirmière
- Gérard Rinaldi : Georges Levaillant
- Martine Sarcey : Mlle Jeanne
- Marc Samuel : Jordan Mansour, pédiatre
- Karine Silla : Lili
- Jacques Spiesser : Robert Barillet, chirurgien
- Gilles Gaston-Dreyfus : Rémi
- Catherine Almeras : Marrineau
- Marc Planceon : Marc, interne
- Jessica Forde : Claudine
- Philippe Bouclet : Paolini
- Yorick Mesle : Didier
- Anne Le Ny : Sylvie
- Jean-Pierre Germain : Romain Soubise
- Georges Téran : Vander
- Isabelle Leprince : Nadège, infirmière
- Pierre Baux
- Gaspard Ulliel
- Lucie Barret
- Patrick Guérineau
- Philippe Le Mercier
- Olivier Korol
- Geoffroy Thiebaut : Le ministre de la Santé Deleau

## Montage
- Martine Barraqué